# 왕립우주군: 오네아미스의 날개
《왕립우주군 오네아미스의 날개(일본어: 王立宇宙軍 オネアミスの翼 오리츠우추군 오네아미스노츠바사[*], 영어: Royal Space Force: The Wings of Honnêamise)》는 1987년 일본의 애니메이션 SF 영화이다. 야마가 히로유키(일본어: 山賀博之)가 감독을, 이노우에 히로아키(일본어: 井上博明)와 스에요시 히로히코(일본어: 末吉博彦)가 제작을 담당했다. 후에 《마지막 황제》의 사운드트랙으로 아카데미상을 받는 사카모토 류이치가 음악감독을 맡았다. 영화의 줄거리는 의욕 없는 주인공 시로츠구가 리이쿠니라는 여성에게 영향을 받아 최초의 우주비행사에 지원하면서 겪는 외적 및 내적 갈등을 다룬다. 《왕립우주군 오네아미스의 날개》는 후에 《신세기 에반게리온》을 통해 국제적으로 유명해지는 애니메이션 제작사 가이낙스의 첫 작품이자, 후에 일본 최대의 애니메이션 기업들 중 하나가 되는 반다이의 첫 애니메이션 작품이다.
《왕립우주군 오네아미스의 날개》의 공동 제작 방식, 기존 일본 애니메이션의 모티브에 대한 거부, 복잡한 시각 효과, 제작진의 경험 부족으로 인해 제작 과정에서 혼란이 발생했으며, 영화 제작에 대한 불신이 커지고 개봉 직전 투자자와 제작자에 의해 영화를 뜯어고치려는 시도가 발생하면서 영화의 제목이 변경되고, 1987년 2월 19일의 시사회 등에서는 과장된 홍보가 이루어졌다. 영화는 1987년 3월 14일에 개봉하여 일본 국내의 애니메이션 팬들과 미야자키 하야오 등 업계 관계자들에게서 높은 평가를 받았지만, 영화관에서는 제작비 회수에 실패하고 비디오 판매를 통해 제작비를 회수할 수 있었다. 1990년 중반부터 일본 애니메이션의 역사에 대한 연구들을 통해 《왕립우주군 오네아미스의 날개》에 대한 긍정적인 재조명이 이루어져왔다. 야마가 감독은 《왕립우주군 오네아미스의 날개》의 실패에서 나온 것들이 이후 가이낙스의 성공을 가능하게 했다고 회상했다.

## 줄거리
20세기 중엽의 기술 수준을 가진 지구와 비슷한 다른 행성에 있는 '오네아미스(일본어: オネアミス, 영어: Honnêamise) 왕국'에서, 시로츠구 라닷트라는 한 젊은 남자가 중류층에서의 자신의 삶과 '수군'에서 제트기를 모는 어린 시절의 꿈을 회상한다. 시로츠구의 성적표는 그것이 불가능하다는 것을 알려주었고, 그는 인원과 사기가 거의 없는 '왕립우주군'에 입대한다. 우주군 사령관인 카이덴 장군은 유인 우주 비행을 꿈꾸지만, 우주군은 아직 무인 인공위성을 간신히 발사할 수 있는 수준이다. 어느 날, 시로츠구는 홍등가에서 전도를 하는 리이쿠니 논데라이코라는 여자를 만나게 된다. 어린 소녀 마나와 함께 사는 리이쿠니는 인류가 우주에서 평화를 찾을 수 있다고 말해 시로츠구를 놀라게 한다. 그녀의 영향을 받아, 시로츠구는 우주군의 해체를 막기 위한 도박과도 같은 최초의 유인 우주 비행 계획에 자원하게 된다.
리이쿠니는 시로츠구에게 경전을 주지만, 시로츠구가 그녀를 만지거나 그녀가 신과 타협해야 한다고 말할 때는 화를 내기도 한다. 리이쿠니는 그런 타협 때문에 세상이 악으로 물들었다고 믿지만, 시로츠구는 타협하는 삶이 더 편하다고 믿는다. 한편, 카이덴 장군은 뒷돈을 통해 우주 계획의 자금을 마련하고, 환호하는 군중 앞에서 유인 우주 계획을 '우주전함' 건조 계획으로 발표한다. 리이쿠니의 거처가 압류되어 철거되고, 시로츠구는 그녀에게 변호사를 구해줄 수 있다고 하지만, 어머니가 상습적으로 가정폭력을 당한 가정에서 자란 그녀는 마나에게 더 이상의 싸움을 보여주고 싶지 않다고 말한다. 시로츠구는 리이쿠니가 준 경전을 읽기 시작하는데, 그 내용은 인간이 신의 불을 훔친 원죄를 가지고 있다는 내용이다.
왕국 과격파의 로켓 실험 현장 테러로 로켓 공학자 중 주요 인물이 사망하고, 시로츠구는 유인 우주 계획이 세금 낭비라는 반대 시위대의 주장에 공감하면서 동료를 당황하게 한다. 갑작스럽게 로켓 발사장이 왕국의 남쪽 국경 지대로 변경되는데, 이 위치는 궤도 속도를 내기 위한 우주기지의 위치로는 적합하지만, 동시에 적국인 '공화국'에 인접한 위치이다. 카이덴 장군은 왕국의 군 상부에서 로켓을 전쟁 명분으로만 삼으려고 하는 모습에 충격을 받는다. 공화국에서는 군 동원 시간을 벌기 위해 시로츠구를 암살하려는 계획을 세운다.
시로츠구는 점차 환멸을 느끼게 되고, 우주군에서 탈영해서 리이쿠니가 지내는 교회로 향하지만, 입을 다문 마나와 리이쿠니가 돈을 훔치고 있다는 느낌에 혼란을 느끼기만 한다. 그는 리이쿠니가 권하는 식사를 거절하고 그녀가 마나에게 기도에 대해 말하는 것을 가만히 듣는다. 그날 밤, 시로츠구는 리이쿠니에게 성폭행을 시도한다. 리이쿠니는 시로츠구에게 물건을 던져 쓰러뜨린다. 다음 날 아침, 시로츠구는 자신의 잘못을 뉘우치지만 리이쿠니가 그를 '대단한 사람'이라고 부르며 오히려 시로츠구를 때린 것을 사과하자 당황한다. 시로츠구는 우주군으로 돌아온 후 동료 마티에게, 우리의 삶이 허구의 이야기라면 우리가 주인공이 아니라 악역일 수도 있지 않겠냐고 묻는다. 마티는 사람은 다른 사람들이 필요로 하기 때문에 존재한다고 대답한다. 그때 공화국의 암살자가 습격해오자 시로츠구는 도망치다가 반격해서 암살자를 죽인다. 부상을 당한 시로츠구에게, 카이덴 장군은 자신이 젊었을 때 군인이 아니라 역사가가 되고 싶었으나, 서로를 살육하는 인간의 본성이 변하지 않는다는 것을 깨달은 이후 역사를 배운 것을 후회한다고 말한다.
왕국과 공화국 간 전쟁이 다가오는 와중에도 발사장에서는 로켓 조립이 마무리된다. 카이덴 장군은 군 상부에 알리지 않고 시로츠구의 동의를 얻어 발사 일정을 앞당긴다. 공화국 병력이 로켓을 탈취하려 침공을 해오자 발사장에 대피 명령이 내려지지만, 시로츠구는 발사 인원들을 북돋아 카운트다운을 계속하게 한다. 공화국의 침공을 뚫고 로켓 발사가 성공하고, 공화국 병력은 철수한다. 시로츠구는 궤도 비행을 하면서 누가 들을지 모를 라디오 방송을 송출한다. 그 내용은, 인류가 지금까지 여러 곳에 진출하면서 파괴해왔지만, 그럼에도 불구하고 우주에 처음 진출한 이 순간에 감사하며, 용서와 인도를 바라는 기도이다. 우주선은 밤 쪽에서 명암 경계선을 지나 낮 쪽으로 향하고, 시로츠구가 자신의 어린 시절과 세계의 역사에 대해 생각하는 몽타주 장면이 지나간다. 아래의 지상에서는 리이쿠니가 거리에서 전도를 하고 있는데, 눈이 내리기 시작하자 그녀는 하늘을 올려다본다. 카메라는 우주선과 행성을 지나, 별들을 비춘다.

## 등장인물
| 등장인물            | 일본어 이름                    | 영어 이름           | 출연                                |
| ------------------- | ------------------------------ | ------------------- | ----------------------------------- |
| 시로츠구 라닷트     | 일본어: シロツグ・ラーダット   | Shirotsugh Lhadatt  | 모리모토 레오(일본어: 森本レオ)     |
| 리이쿠니 논데라이코 | 일본어: リイクニ・ノンデライコ | Riquinni Nonderaiko | 야요이 미츠키(일본어: 弥生みつき)   |
| 마나                | 일본어: マナ                   | Manna               | 무라타 아야(일본어: 田彩)           |
| 마티                | 일본어: マティ                 | Marty               | 소가베 카즈유키                     |
| 카이덴 장군         | 일본어: カイデン将軍           | General Khaidenn    | 우치다 미노루(일본어: 内田稔)       |
| 구놈 박사           | 일본어: グノォム博士           | Dr. Gnomm           | 오오츠카 치카오                     |
| 카록                | 일본어: カロック               | Kharock             | 히라노 마사토(일본어: 平野正人)     |
| 야나란              | 일본어: ヤナラン               | Yanalan             | 시마다 빈                           |
| 다리간              | 일본어: ダリガン               | Darigan             | 이자와 히로시(일본어: 伊沢弘)       |
| 돔롯트              | 일본어: ドムロット             | Domorhot            | 스즈오키 히로타카(일본어: 鈴置洋孝) |
| 차리참미            | 일본어: チャリチャンミ         | Tchallichammi       | 도타니 고지(일본어: 戸谷公次)       |
| 마자호              | 일본어: マジャホ               | Majaho              | 안자이 마사히로(일본어: 安西正弘)   |
| 네케라우트          | 일본어: ネッカラウト           | Nekkerout           | 야스하라 요시토(일본어: 安原義人)   |
| 론타 박사           | 일본어: ロンタ博士             | Dr. Ronta           | 사이카치 류지(일본어: 槐柳二)       |

## 제작

### 제안
야마가 히로유키와 오카다 도시오(일본어: 岡田斗司夫)는 1984년 9월에 《왕립우주군》이라는 제목으로, 새로운 애니메이션 제작사인 가이낙스에서 제작될 첫 애니메이션의 개요를 제안했다. 제안서에는 5인의 주요 제작진을 나열했다. 이들 중 4명이 다이콘필름 출신이었는데, 야마가가 구상과 감독을, 오카다가 제작을, 사다모토 요시유키가 캐릭터 디자인을, 안노 히데아키가 메카닉 디자인을 맡도록 되어 있었다. 5번째로 나열된 소노다 겐이치(일본어: 園田健一)는 메카닉 디자인의 설정화를 담당하도록 되어 있었다.

### 기획
《왕립우주군》 기획서에는 "본 작품의 기획 의도──공동 환상을 상실한 시대의 새로운 물결──(일본어: 本作品の企画意図 ──共同幻想を喪失した時代の新しい波──)"라는 부제가 붙어 있었으며, 내용의 시작은 "현재의 애니메이션 문화를 특히 '영'이라고 불리는 젊은이의 시점에서 보면, 몇 가지의 단면을 찾아볼 수 있습니다.(일본어: 現在のアニメーション文化を特に『ヤング』と呼ばれる若者の視点で見ると、いくつかの切り口が見つかります。)"였다. 기획 제안 당시 22세였던 야마가는 이미 20세에 《초시공요새 마크로스》 9화를 감독하고 다이콘필름을 위해 1981년과 1983년에 오프닝 애니메이션을 감독한 경력이 있었다. 야마가와 오카다는 애니메이션 산업의 발전을 막는 것은 시청자들의 기호를 반영하기만 하는 행태이며, 그 결과 애니메이션에서 귀엽고 멋있는 것을 찾기만 하게 되는 팬들의 내향성을 강화하기만 하는 막다른 골목에 빠지게 된다고 주장했다.
고도로 정보화된 현대 사회에서는 어떤 센세이셔널한 작품도 감동을 불러일으키기 어려우며 금방 퇴색해버립니다. 게다가 피상적인 정보의 범람에 의해 안심할 수 있는 가치나 꿈이 무너져 버리고 있으며, 특히 젊은이들은 욕구불만과 불안의 한가운데에 있습니다. '어른이 되고 싶지 않다'고 하는 피터 팬 증후군도 거기에서부터 발생하고 있다고 말할 수 있습니다...거기서 현재의 애니메이션 팬의 심리를 한번 더 되돌아 생각해 보세요. 그들은 사회와의 접촉을 가지고, 그 속에서 잘 해나가고 싶음에도 불구하고 불행하게도 그 능력을 가지지 않았기 때문에, 대리 만족으로서 메카닉이나 여자아이에게 흥미를 주고 있었던 것입니다. 하지만, 당연히 그것들이 현실의 것이 아닌, 즉 자신과의 관계가 없는 것이기 때문에, 보다 자극적인 것을 성급하게 추구하다 보니 금방 욕구불만을 일으키게 됩니다...그런 가운데 그들이 근본적으로 요구하고 있는 것은, 현실과 잘 해 나가는 것, 이라고 말할 수 있겠지요. 거기에서 우리는 친근한 사회를 재인식하고 '현실도 아직 버리지 않았다'고 생각할 수 있게 하는 작품을 제시하고자 합니다.
일본어: 高度に情報化された現代社会においては、どんなセンセーショナルな作品も感動を呼ぶことはむずかしく、すぐに色褪せてしまいます。しかも、皮相な情報の氾濫により、安心できる価値感や夢が打ち壊されてしまっており、特に若者は欲求不満と不安のただなかにいます。『大人になりたくない』というピーターパン•シンドロームも、そこから発生しているといえましょう。。。そこで現在のアニメファンの心理をもう一度振り返って考えてみてください。彼等は社会との接触を持ち、その中でうまくやっていきたいにもかかわらず不幸にもその能力を持たないため、 代償行為としてメカや女の子に興味を走らせていたわけです。 が、当然それらが現実のものではない、すなわち自分との関わり合いが無いものであるため、 より刺激的なものを性急に求めすぐ欲求不満を起こしてしまいます。。。そんな中で彼等が根本的に求めているのは、現実とうまく楽しくやっていく事、と言えるでしょう。そこで我々は身近な社会を再認識し『現実もまだまだ捨てたものじゃない』と考えられるような作品を提示しようと思います。

기획서는 《왕립우주군》을 '애니메이션 팬에게 현실을 재인식하게 하는 작품(일본어: アニメ•ファンに現実を再確認させる作品)'으로 제안했다. 가이낙스는 이 문제가 '전형'이라고 할 수 있는 애니메이션 팬들만의 것이 아니라 '정보화된 사회'에서 간접적으로만 현실을 접하는 젊은이들 전체의 경향이라고 보았다.
'정보 과다'라고 하는 현대 사회. 젊은이뿐만이 아니라 모두가 '무너지고' 있습니다...하지만, 인간이란 결코 혼자 살고 싶어하는 것이 아니고, 외부와의 접촉을 통해 정신적인 밸런스를 유지하는 것입니다.
일본어: 『情報過多』といわれる現代社会。若者に限らず誰もが『シラけて』います。。。が、人間というのは決して一人で生きていたいわけではなく、 外との接触で精神的なバランスを保つものなのです。

야마가와 오카다는 애니메이션 팬들의 이러한 점이 애니메이션에서 종종 '현실의 정치나 사회를 상징'하는 이야기를 '현실과 동떨어진 형태로' 전달하게 한다고 보았다. 그리고 이미 만연해 있는 '멋지고 공상적인' 애니메이션과는 정반대로, '이 지구에, 이 세계에, 아직도 가치 있는 것이나 의미 있는 것이 존재한다고 선언하는 작품을 만들기 위해,' 《왕립우주군》에 독창적인 기법을 사용할 것을 제안했다.
세계 설정에는 세심한 주의가 필요합니다. 이 세계는 완전히 다른 세계인 동시에 현실 그 자체여야 하기 때문입니다. 왜냐하면, 현실을 재인식시키기 위해서라고는 하지만, 완전히 현실 그대로의 세계에서 스토리를 진행해도, 그 현실이라는 것 자체가 그들에게는 손때가 묻은, 매력 없는 세계로 느껴지기 때문입니다. 그보다는, 이 작품의 세계를 완전히 다른 세계로 설정해버려 마치 외국 영화인 것처럼 하는 편이 관객의 주의를 그쪽으로 끌 수 있는 것이고, 그 끌리는 대상이 메카닉이나 여자아이가 아니라, 지극히 보통의 풍속이나 패션(보통이라고 해도 생각하지 못한 다른 세계이기 때문에, 충분히 흥미롭고, 재미있는 것입니다)에 있다면, 기획 의도를 달성했다고 말할 수 있습니다. 즉, 그 방법을 취하면 '현실은 내가 지금 생각하고 있는 것보다 훨씬 재미있다'는 것을 표현할 수 있는 것이 아닐까요.
일본어: 世界設定には細心の注意必要です。この世界は全くの異世界であると同時に、現実そのものであらねばならないからです。なぜなら、現実を再認識させるためとはいえ、全く現実の通りの世界でストーリーを進めても、その現実というもの自体が彼等にとっては手垢がついた、魅力の無い世界と感しられるからです。それより、この作品の世界を全くの異世界として設定してしまい、まるで外国映画であるかのようにふるまった方が観客の注意をそちらに引きつけられるわけですし、その引きつける対象がメカや女の子でなく、ごく普通の風俗やファッシヨン（普通といっても考えぬかれた異世界ですから、充分興味深く、面白いわけです）であるのならば、企画意図はほば、達成したといえるのではないでしょうか。つまり、その手法をとれば『現実とは自分が今、思っているよりずっと面白い』という事が表現できるのではないでしょうか。

1984년 9월의 《왕립우주군》 기획서는 애니메이션 기획서로는 특이하게도, 주연 등장인물의 이름을 전혀 밝히지 않고, 설정과 줄거리만 제시하였다. 기획서에는 사다모토 요시유키와 마에다 마히로(일본어: 前田真宏)가 수채로 그린, 애니메이션 속 세계를 묘사하는 30여 장의 '이미지 스케치'가 동봉되어 있었다. 마에다는 다이콘필름에서 감독과 디자인을 담당한 아카이 타카미와 고등학교 동창이었으며, 사다모토와 함께 도쿄조형대학(일본어: 東京造形大学)에 다니고 있었다. 마에다와 사다모토는 《초시공요새 마크로스》에서도 함께 작업했으며, 둘 다 다이콘필름에도 참여했다.

### 파일럿 영상
초기의 《왕립우주군》은 오리지널 비디오 애니메이션으로 계획되었으며, 예산은 2천만에서 4천만 엔 수준으로 예상되었다. 하지만 반다이 내부에서는 영화 산업에 진출하기를 주저했고, 상업성이 있는지 검토하기 위해 가이낙스가 《왕립우주군》의 '파일럿 영상'을 제출할 것을 요구했다. 야마가와 오카다는 도쿄도 신주쿠구에 가이낙스의 첫 스튜디오를 세우고 1984년 12월에 파일럿 영상 제작을 시작했다. 같은 달 가이낙스는 오사카부 사카이시에 본사를 두었다. 가이낙스의 창립 이사 중 하나였던 다케다 야스히로(일본어: 武田康廣)는 가이낙스는 원래 《왕립우주군》 제작이 끝나면 해산할 계획이었으며, 당시 반다이로부터 애니메이션 제작 자금을 유치하기 위해 임시로 설립한 회사였다고 언급했다.
파일럿 영상은 초기 제안서와 같이 야마가, 오카다, 사다모토, 안노, 소노다의 5인과, 설정화 및 레이아웃을 담당한 마에다가 주로 제작했다. 기타쿠보 히로유키(일본어: 北久保弘之)와 모리야마 유지(일본어: 森山雄治) 등의 애니메이터들도 제작에 참여했다. 이노우에 히로아키도 오카다에 의해 가이낙스의 창립 인원이 되어 공동 제작을 담당했다. 이노우에는 다이콘필름과 관련되어 있던 인물으로, 이미 몇 년 동안 애니메이션 업계에 몸담았으며, 《왕립우주군》 제작진들 중에서 관리감독 및 소통 능력이 가장 뛰어났다.
《왕립우주군》 기획이 반다이의 이사회를 통과하기 이전에, 파일럿 영상은 회사 내외의 여러 인물들에게 공개되었는데, 그 중에는 미야자키 하야오도 있었다. 《바람계곡의 나우시카》에서 안노와 함께 작업했던 미야자키는, '안노와 그 동료들은 아마추어지만, 조금 다른 존재라고 평가한다'며, '창은 호화롭게 만들어도 기초를 제대로 닦지 못하는' 다른 아마추어들에 비해, '그들은 제대로 기초를 닦아서 새 건물을 지을 수 있을 것 같다'고 언급했다. 미야자키의 말이 이사회에 전해지자, 그대로 기획은 통과되었다.
1985년 4월, 야마가와 오카다는 반다이 이사회에서 공식적으로 파일럿 영상의 완성본과 사다모토의 추가 이미지 스케치들을 발표했다. 4분 길이의 파일럿 영상은 소련의 우주 계획에서 나온 러시아어 음성과 함께 시로츠구의 유년기를 묘사하는 장면들을 나열한 후, 안노가 담당한 로켓 엔진 분리 장면이 나오고, 본론으로 들어가 다른 음향 효과 없이 리하르트 바그너의 《뉘른베르크의 명가수》 서곡만을 배경 음악으로 삼아 대략적인 줄거리를 묘사한다. 오카다는 당시 이사회에서 열변을 토하며, 애니메이션 업계의 상황 분석으로부터 이야기를 시작해, 시장 예측, 젊은이들이 원하는 영화, 그리고 '《왕립우주군》이라는 직품이 필요하다'는 것에 대해 한 시간 동안 이야기했다. 반다이는 첫 영상 제작 작품으로 《왕립우주군》을 가승인했다. 하지만 극장판 영화로의 제작 결정은 가이낙스가 스토리보드와 설정화를 완성한 1985년 말에 이루어지게 되었다.

### 디자인
파일럿 영상 발표 이후, 가이낙스는 1985년 5월에 스튜디오를 2배로 넓은 공간으로 이전했다. 제작진들은 《왕립우주군》 설정의 시각화를 위해 친구들과 지인들을 총동원했다. 야마가는 파일럿 영상에서 묘사된 가공의 세계의 모습에는 완성작을 위해 원하는 현실감이 없다고 보았다. 그는 파일럿 영상을 완성작의 재료로 사용하는 대신, 파일럿 영상 속 세계를 '파괴'하고 처음부터 다시 시작하여, 《왕립우주군》의 새로운 시각화를 위해 이미지보드를 다시 제작했다. 세계 설정에는 거의 1년이 걸렸는데, 이는 야마가와 디자이너들의 공동 작업이었다. 야마가의 추상적인 이미지를 디자이너들이 구체화하면서도, 그와 동시에 디자이너들의 구체적인 표현들을 야마가가 추상화하는 작업이었다.
사다모토는 주인공 시로츠구에게 설정된 나이인 21세보다 더 나이들게 보이도록 트리트 윌리엄스를 모델로 했으며, 야마가 감독은 자신과 더 닮도록 얼굴을 더 각지게 하고 눈썹을 더 두껍게 하자고 제안하기도 했다. 마나의 모델로는, 야마가가 사다모토에게 영화 《페이퍼 문》에서의 테이텀 오닐로 하자고 제안했다. 리이쿠니에 대해서는, 야마가는 사다모토에게 그 모델이 누구인지 말해주지 않았다. 《왕립우주군》의 조연 몇몇은 가이낙스의 인물들과 영화 제작진들을 모델로 했는데, 예를 들어 시로츠구의 텔레비전 인터뷰에서 내용을 안내해주는 기자는 기타쿠보 히로유키를 모델로 했다.
《왕립우주군》 속 등장인물들의 디자인에 대해, 사다모토는 물론 자신의 취향이 반영되었겠지만, 자신의 취향보다는 가이낙스의 취향을 더 반영하려 했다고 언급했다.
만화라면, 이만큼 개성이 있어도 괜찮지 않을까 하고 생각하지만, 애니메이션이라면 움직이기 힘든 캐릭터인데다, 디자인한 순간에 움직임이 보여버려요. 리얼한 방향으로...그 부분에서 조금 더 발버둥치고 있었어요. 좀 더 표정을 애니메이션답게 해보자던가...반응으로서는 비교적 좋았다고 할까, 어떻게든 합격점 수위는 하지 않았나요.
일본어: マンガだったら、これだけアクがあってもいいかなって思うんだけど、アニメだと動かしずらいキャラだし、デザインした瞬間に動きが見えちゃうんですよね、リアルな方向で。。。その部分で少しあがいていたんです、もっと表情をアニメ的にしてみようとか。。。反応としては、わりとよかったというか、何とか合格点キープはしたんじゃないですかね。

현실 세계에서도 다양한 디자인들이 존재한다는 전제를 두고, 야마가는 《왕립우주군》의 제작에 가능한 한 많은 디자이너들이 참여하게 하여 작품 속 세계의 현실감을 강화하려 했다. 9월이 되면서, 《왕립우주군》의 세계 설정은 디자이너들이 야마가의 시나리오에 기반해 자유롭게 디자인 구상을 그려서 제출하는 방식으로 진전되었다. 그런 뒤에 야마가와 제작진들의 연락 회의를 통해 컨셉 아트가 논의되었다. 야마가는 이 과정을 추상화에 비유하며, 친숙한 것의 형태를 다르게 하여 시청자로 하여금 현실에서 벗어나도록 하기 위한 것이었다고 언급했다. 예를 들어, '컵'이라는 물건을 표현하라고 하면, 곧바로 '원통 같은 것'을 간단하게 그려버리는 것은 피하려고 했다.
《왕립우주군》의 이러한 디자인 방식에서 의도적으로 제외된 것은 로켓으로, 현실의 소련 로켓을 모델로 했다. 이러한 점은 이후 미야자키 하야오가 보게 되어, 영화에 대한 그의 두 가지 주요 비판들 중 하나로 이어졌다. 그는 영화가 화폐의 디자인까지 바꿨으면서 왜 로켓의 디자인만 바꾸지 않았는지에 대해 당황했다. 야마가는 이에 대해, 결말 이전까지는 어떤 디자인을 해도 상관이 없지만, 결말 부분의 로켓을 현실 세계의 것과 다르게 해버리면, 시청자들에게는 자신과 관계 없는 다른 세계의 이야기가 되어버리고 만다고 주장했다. 가이낙스는 로켓의 디자인을 영화에서의 다른 메카닉 디자인들과 같이 전형적인 방식으로 정했다고 밝혔다. 영화에서는 수많은 메카닉 디자인들이 등장하지만 모두 조연으로만 등장할 뿐이며, 심지어 로켓조차 '주역'은 아니라는 것이었다.
오카다는 《왕립우주군》 속 세계의 형태가 디자이너 3인의 단계적인 분업을 통해 만들어졌다고 언급했다. 첫째는 청색과 갈색이라는 주요 색채, 둘째는 건축양식과 미술적 관점, 셋째는 빛, 그림자, 공기를 통한 '생활감'이었다. 작중의 세계는 배경이 되는 시대에 따라 다른 디자인들이 사용되었는데, 아르 데코를 중심으로 하고, 더 오래된 부분은 아르 누보로, 더 새로운 부분은 포스트모던 양식으로 디자인되었다고도 언급했다.

### 각본

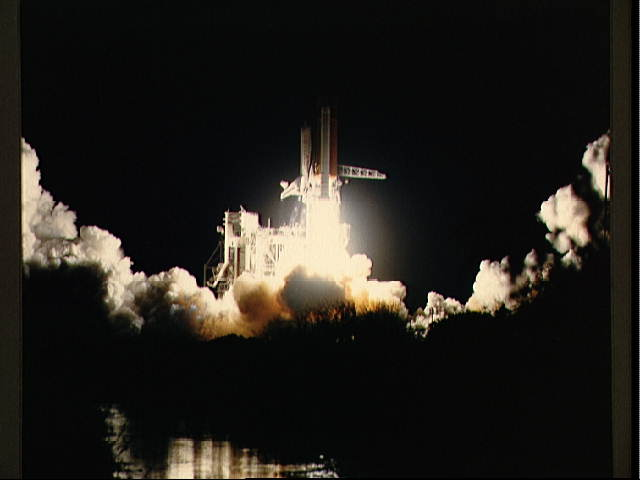
1985년 8월 27일에 《왕립우주군》 제작진들이 지켜본 디스커버리 우주왕복선의 발사. 야마가는 발사 견학에 대해, 엄청난 빛과 소리였다고 그 감상을 밝혔다.

야마가는 니가타현의 고향으로 돌아가, 찻집에서 창밖을 보며 각본을 쓰고 스토리보드를 그리기 시작했다. 《왕립우주군》의 오프닝에서는 시로츠구가 항공모함에서 이륙하는 제트기를 보는 어린 시절의 자신을 회상한다. 이 장면은 니가타현 해안 지역의 습하고 어두운 겨울에서 직접적인 영감을 얻었다. 야마가는 《왕립우주군》의 배경이 되는 오네아미스 왕국은 1950년대의 과학 수준과 1930년대 미국 및 유럽의 느낌을 가지지만, 등장인물들과 움직임의 리듬은 현대적인 느낌을 가지도록 구상했다. 그가 애니메이션을 통해 표현하려 한 인상은 니가타현의 그림같은 이미지가 아니라, 거리의 규모와 분위기였다. 예를 들어, 낡은 부분과 새로운 부분의 공존, 황야나 거리가 이어지는 방식 등이었다.
뭔가 그렇게 생각하면, 어쨌든 전부 넣고, 전부 인정하면 어떨까 하는, 그걸로 얻을 수 있는 해방감 같은 것을 제 자신이 맛보고 싶은 게 꽤 있었어요. 하지만 최종적으로 이 영화는 모든 면에서 인간을 긍정하는 것일 테니까...
일본어: 何か、そういう風に考えると、とにかく全部入れて、全部認めちゃったらどあうなるかみたいな、それで得られる解放感のようなものを僕自身が味わいたいというのがかなりあったんです。でも最終的にこの映画はあらゆる局面において、人間を肯定するものだから。。。

1985년 8월에는 가이낙스의 《왕립우주군》 주요 제작진 6명이 미국으로 조사 여정을 떠나, 뉴욕의 포스트모던 건축과 워싱턴 D.C.의 미국 국립항공우주박물관을 조사하고, 플로리다주의 케네디 우주 센터에서 디스커버리 우주왕복선 발사를 견학했다. 야마가는 미국에서의 조사 여정 동안 각본을 수정했다. 미국에서 제작진들은 호텔방의 텔레비전으로 야마가, 안노, 사다모토가 모두 제작에 참여한 《초시공요새 마크로스》 영어 더빙판의 재방송을 보며 놀라워하고 즐거워했다.

### 애니메이션
1985년 12월에 다이콘필름에서 도쿄도의 《왕립우주군》 제작진으로 옮겨온 아카이 타카미와 히구치 신지가 조감독 3인 중 2명으로 합류했다. 히구치는 《왕립우주군》에서 최초로 제작된, 시로츠구가 왕국의 수도에 도착한 장면을 촬영한 작중의 뉴스 영상을 담당했다. 이 장면에는 다이콘필름에서 아마추어 영상을 제작할 때 사용된 8mm 필름 카메라가 사용되었다. 당시 20세였던 히구치는 주요 제작진들 중 가장 어린 축에 속했다. 그가 이전까지 담당한 작품들은 애니메이션이 아니라 특촬물이었다. 히구치는 애니메이터처럼 생각하지 않고, 창의적인 아이디어와 기술을 제작에 도입할 것이라는 기대를 받았다. 야마가 감독은 《왕립우주군》이 애니메이션 업계 바깥에서 온 사람들에 의한 창의적인 작업들의 도움을 받았다고 느꼈다. 아카이와 야마가는 이를 회상하면서 장난스럽게, 애니메이션 업계와 관계를 맺지 않은 사람들의 부족한 경험에서 도움을 받았다고 언급했다.
뉴스 장면은 스토리보드의 C파트 시작 부분에 위치해 있었다. 애니메이션의 전체 상영 시간을 30분씩 나눈 것 중에서 3번째인 C파트는 리이쿠니가 밭에서 일하는 장면부터 시로츠구에 대한 암살 시도 장면까지였다. 《왕립우주군》은 텔레비전 애니메이션에서의 에피소드 방식을 따라 스토리보드를 여러 파트로 나누었다. 이는 텔레비전 애니메이션에서 중간 광고를 위해 사용되던 방식이지만, 작업의 편의상 극장판 애니메이션 제작에서도 사용되고 있었다. 1985년이 끝나갈 무렵에도 영화 배급사가 확정되지 않아, 반다이는 《왕립우주군》의 극장판 제작을 공식적으로 승인하지 않고 있었다. 가이낙스의 스토리보드 제작도 늦어져서, 1986년 6월까지 스토리보드를 완성하지 못하고 있었다. 다행히 C파트만은 거의 끝나가서, C파트에서의 진지한 장면들을 정확하고 신중하게 표현해야 한다는 판단하에, 거기서부터 애니메이션 제작을 시작하기로 결정되었다. 당시에는 아직 개봉 시기가 결정되지 않아서, 비교적 일정이 편할 때 거기서부터라도 작업을 시작해두기로 한 것이다.
1986년 1월 도호 도와에서 《왕립우주군》을 극장판 영화로 배급하기로 결정하자, 제작은 더욱 분주하게 되어, 원화, 영상, 배경이 동시에 진행되기 시작했다. 애니메이션 잡지에 올린 광고를 통해 더 많은 제작진이 모집되었다. 가이낙스는 스튜디오를 다시 기치조지의 더 넓은 공간으로 옮겨 《왕립우주군》 제작을 계속 진행했다. C파트에서 시작된 애니메이션 제작은 오프닝부터 공군기지에서의 싸움 장면까지의 A파트와, 로켓 공장에 도착하는 장면부터 구놈 박사의 장례식 장면까지의 B파트를 거쳐, 카이덴 장군이 역사에 대해 이야기하는 장면부터 엔딩까지의 D파트로 이어졌다. 야마가와 제작진들의 회의는 제작 과정에서도 계속되어, 작화진들은 야마가의 의도를 이해하려고 노력하고, 야마가는 원화, 설정, 배경을 감수하며 '자신의 머리 속 이미지'에 가까워지도록 하는, '제작자 대 작가'의 의견 교환이 반복되었다.
비록 《왕립우주군》은 손으로 그린 셀화와 배경을 사용하는 등, 기본적으로 디지털 애니메이션은 아니었지만, 컴퓨터도 영화 제작에 중요한 역할을 했다. 영화 제작을 위한 일정과 회계에는 후지쯔의 OASYS100을 사용했으며, 디자인 작업의 스캔에는 닛폰 전기의 PC-9801을 사용하여 입체 회전과 256색의 조합을 연구했다. 《왕립우주군》에서의 복잡한 움직임이 나타나는, 오네아미스 공군기 프로펠러의 회전, 궤도상에서의 우주선의 회전, 청소차 바퀴의 회전, 발사 관제실 계기판 바늘의 움직임 등의 장면들은 컴퓨터의 도움을 받아 제작되었다. 이러한 움직임들은 아스키의 3차원 그래픽 소프트웨어로 렌더링된 후, 셀화로 제작되었다. 이와 반대로 히카와 류스케(일본어: 氷川竜介)는 컴퓨터 그래픽이라고 여겨질 수 있는, 로켓을 발사하면서 얼음 조각들이 떨어지는 장면은 안노의 감독하에 전부 수작업으로 제작되었다고 언급했다.
원래 B파트에서 시로츠구의 첫 모의 훈련 전에 들어갈 장면이었던, 시로츠구와 마티가 우주군의 기계식 컴퓨터를 실은 트럭 짐칸에 타서 이야기하는 1분 길이의 장면은 극장판에서 빠지게 되었다. 극장판 제작 당시 분량 분제로 녹음 단계 이전에 빠지게 된 이 장면은, 이후 성우 모리모토 레오와 소가베 카즈유키, 그리고 음향 제작진들이 다시 모여 녹음해 레이저디스크판에 삽입되었다.

### 촬영
《왕립우주군》은 디지털 애니메이션이 아니었기에, 애니메이션은 셀화와 배경을 카메라로 촬영해 35mm 필름으로 옮겨서 제작되었다. 한 장면은 여러 컷으로 이루어지고, 각 컷은 컷마다 사용될 셀화와 배경 작화들을 모두 조합해서 촬영되었다. 아카이는 안노가 제작한, 로켓을 발사하면서 얼음 조각들이 떨어지는 장면은, 셀화가 너무 많이 필요해서 컷을 촬영하기 위해서는 셀화를 박스째로 담아야 했다고 언급했다.
영화 속 많은 장면들이 특수한 애니메이션 기법들을 사용해 제작되었다. 예를 들어, 텔레비전 화면이 등장하는 장면에서는, 형광등 커버에 쓰이는 아크릴판을 방송 영상 셀화 위에 놓고 움직여서, 안테나 상태가 좋지 않은 화면처럼 보이게 했다. 아날로그 텔레비전의 브라운관에서 채널을 돌리거나 끌 때 비치는 화면은 페이드아웃으로는 텔레비전 화면답지 않아, 광학 합성을 사용했다. 텔레비전 화면 장면은 T 니시무라 스튜디오에서 촬영했으며, 이후 《기동경찰 패트레이버》의 1989년 극장판도 이곳에서 촬영이 이루어졌다.

### 녹음
주인공 시로츠구의 성우로 연기한 모리모토 레오는 43세의 배우로 실사 영화와 텔레비전에서는 경험이 많았지만, 애니메이션에서는 제한적인 경험밖에 없었다. 또한 가이낙스가 라디오를 통해 듣고 기용하여 리이쿠니의 성우로 연기한 야요이 미츠키는, 녹음 경험이 있는 연극 배우였으나 애니메이션 녹음은 처음이었다.
모리모토는 《왕립우주군》에서의 성우 연기에 대해, 실사 드라마와는 달리 '목소리만으로 표현을 해야 되니까' '분위기 있게 얼버무릴 수는 없는 것'이라서 어려웠으나, '매우 무서웠지만서도 충실감은 있었다'고 언급했다.
훌륭한 영웅이 아닌...시로츠구가 점점 그로잉 업 되어가는 이야기죠. 그런 이야기가 얼마나 설득력을 가질 수 있느냐 하는 건데, 《왕립우주군》은 그게 꽤 있는 것 같고. 개인의 성장이 어느덧 역사의 성장으로 이어져가는 거죠. 그 성장의 끝에 있는 것이 점점 보여져온다. 그게 되게 웅장한 거에요, 이거. 이런 작품을 24살의 사람이 만들어버린다는 게 너무 충격이에요. 역시 이런 사람이 나오는구나 하는 것이 기쁘고, 척척 나왔으면 좋겠다...어디엔가 많이 있지만요. 제일 느꼈으면 하는 건...우리도 포함해 어른은 '요즘 젊은이는'이라던가 여러 가지로 얘기하죠. 하지만 사실 그런 말을 듣는 젊은이는 어른이 더 이상 할 수 없을 것 같은 세계를 아주 가볍게 클리어하고 있어요. 역사도 잘 파악해서 지금까지 어른들이 영화의 거짓말이라고 말하고 도망쳤던 부분을 도망치지 않고 하나씩 성실하게 작업해 나가려는, 그러한 젊음의 솟아오르는 무서움을 제일 느꼈으면 해요.
일본어: 立派な英雄じゃない。。。シロツグがどんどんグローイングアップしていく話ですよね。そういう話にどれだけ説得力を持たせられるかということなんだけど、[王立宇宙軍]はそれはずいぶんあると思うし。個人の成長がいつのまにか歴史の成長に継がっていくんですよね。その成長の果てにあるものが段々と見えてくる。そのところが凄く壮大なんですよ、これ。こういう作品を24才の人が作ってしまうというのが凄いショックですね。やっぱりこういう人が出てくるんだなあというのが嬉しいし、どんどんと出てきて欲しい。。。どこっていっぱいあるんですけどね。いちばん感じて欲しいのは…僕達も含めて大人って『近頃の若い者は』とか色々と言うでしょう。でも実はそう言われている若い者は大人がもうできないような世界をとても軽々とクリアしているんです。歴史もしっかり把握して今まで大人達が映画の嘘と言って逃げていた部分を逃げないでひとつずつ誠実に仕事をしていこうとする、そういう若さの厶ク厶クと湧きあがってくる恐さをいちばん感じて欲しいですね。

야요이는 야마가 감독에게서 들은 리이쿠니에 대한 묘사에 대해, '본인이 믿고 있는 부분이 너무 완고해서 남에게 폐를 끼치는 부분이 있다,' '예쁜 것을 보고 예쁘다고 솔직하게 생각하지 못하고, 정말로 예쁜지 궁금해하고 생각해버리곤 한다,' '장애는 아니지만 남들이 보면 이상한 아이라고 생각해버리게 되는 아이'라고 언급했다. 야요이는 리이쿠니를 일상생활에서는 조금 어긋나 있지만 마음속은 평범한 소녀로, 의지가 너무 강하기 때문에 남들에게서는 이상하게 생각되고 있는 아이라고 이해했다. 야요이는 이 영화도 결국 청춘물이라고 이야기했다.
음~, 우리 또래에 가깝다고나 할까 20대의 젊은 감각에 맞는다고나 할까요. 자기 안에서 순수한 부분, 이 아이로 치면 종교 같은 부분이 되는데, 그 부분은 우리 또래라던가 세대가 많이 가지고 있는 거라고 생각하거든요. 나이 탓인지는 몰라도 직선적으로 '아냐!'라고 말할 때도 있지만, 오히려 그렇게 생각하고 있어도 그것을 꾹꾹 눌러서 '아니에요'라고 확실히 말할 수 있다. 그런 부분을 알 수 있겠구나, 하는 느낌은 들어요. 마지막으로 시로츠구 씨가 우주로 가버리는 작별 장면이 나오는데, 거기서도 '아, 가버리는 거구나, 마지막의 작별이야' 하고 생각하면서도 울지 않고 '잘 다녀와요'라고 후훗 하며 말하고는 슥 하고 끝나버리는 느낌이에요. 그렇지만 본인의 마음속으로는 '아, 여기서 당신을 만나는 것이 마지막이구나'라고 생각하고 있거든요. 아주 잘 알 거라고 생각하지 않으세요? (웃음)
일본어: う～ん、私達の年代に近いというか20代の若い感覚に合っているんではないかと。自分の中で純粋な部分、この子でいうと宗教みたいな部分になってくるんですが、その部分は私達の年代というか世代がたくさん持っているものだと思うんですよね。年のせいかもしれないけれど直線的に 『違う！』と言っちゃう時もあるけど、むしろそう思っていてもそれをグッと押さえて『違います』とちゃんと言える。そういう部分がわかるなあ、という感じはします。最後にシロツグさんが宇宙に行ってしまうさよならのシーンがあるんですが、そこでも『あ、行ってしまうのか、最後のさよならだわ』って思っても泣いたりしないで『行ってらっしゃい』とフワッと言ってしまってサラッと終ってしまうという感じなんです。でも本人の心の中では『ああ、これであなたに会うのは最後ね』と思っているんですよね。とてもわかると思いませんか？(笑)

오카다는 《왕립우주군》의 할리우드 시사회를 위한 영어판 녹음에 성우가 7명만 배정되어 실망했던 것을 회상하며, 일본에서 녹음할 때는 제대로 목소리의 '색'을 내기 위해, 두세 마디만 등장하는 조연들에게도 전용 성우를 배정하여 총 40명이 넘는 성우를 기용했다고 언급했다. 애니메이션 녹음 경험이 거의 없었던 배우 우치다 미노루는 카이덴 장군 역을 맡았으며, 전문 성우 소가베 카즈유키는 영화에서 중요한 역할을 하게 되는 마티 역을 맡아 다른 성우들의 지도에도 도움을 주었다. 아카이 타카미는 카이덴 장군의 군 상부와의 회의 직전 국방성 건물 앞에서 명령을 내리는 군인 역으로 카메오 출연을 했다. 시로츠구의 훈련 및 식이 요법에 대한 뉴스 영상과, 시로츠구가 인터뷰에서 도망치기 직전의 장면에서 등장하는 기자 역으로는 닛폰 TV 방송망의 주중 아침 정보 프로그램을 진행한 도쿠미츠 가즈오(일본어: 徳光和夫)를 기용했다. 야마가와 아카이는 이 단계에서는 오직 녹음만 가능해서, 기자를 실제로 도쿠미츠와 닮도록 다시 그리기에는 너무 늦은 상황이었다고 언급했다. 둘은 이 상황 때문에 방송사에서 항의를 받아 당황했다고 회상했다. 공화국 측 등장인물들의 인공어로 된 대사를 위해 외국인 성우들도 기용되었다.
1986년 6월에는 사카모토 류이치가 《왕립우주군》의 음악감독으로 기용되었다. 사카모토는 이미 선구적인 전자 음악 밴드인 옐로 매직 오케스트라에서의 활동과 오시마 나기사의 1983년 영화인 《전장의 크리스마스》의 사운드트랙으로 인정받고 있었다.

## 개봉 이후
감독은 당시 약관 24세의 야마가 히로유키(山賀博之). 개 중에는 《신세기 에반게리온》 등으로 유명해진 사다모토 요시유키(貞本義行)와 안노 히데아키(庵野秀明)도 참가. 음악감독으로서는 사카모토 류이치(坂本龍一)를 기용했다. 흥행적은 부진했지만 비디오, LD가 오랜 기간 판매호조를 기록했다. 1997년에 사운드 리뉴얼판이 제작, 공개되었다. 이미지 송으로서는 도노 사유미(統乃さゆみ) 〈오네아미스의 날개 ~Remember Me Again~〉(CBS소니, 작사:아키오 사토코(森生紗都子), 작곡:나가토 다이코우(長戸大幸))가 음악제작사 Being에 의해 제작되었지만 작품내용과의 괴리감 때문에 야스다 나루미(安田成美)의 〈바람계곡의 나우시카〉(風の谷のナウシカ)와 같이 애니메이션 본편에서는 사용되지 않았다.
이세계를 무대로 인류 최초의 우주비행계획을 그린 이 작품은 미국영화 라이트 스터프와 마찬가지로 청년들의 성장이야기임과 동시에 인류의 진보를 진지하게 탐구한 주제의식을 가지고 있어 지금까지도 높은 평가를 받고 있다. 또 대부분의 제작 스탭들이 상업작품의 제작경험을 거의 가지지 못한 20대의 젊은이들인 것으로도 알려져 있다. 그 주요 스탭은 미국 항공우주국 NASA에 로케이션 헌팅을 가졌고 할리우드에서는 프리미엄 상영도 되었다.
본 작품에 대해 미야자키 하야오(宮崎駿)는 젊은이들의 손에 의해 만들어졌다는 이유로 어느 정도 평가는 하고 있지만 로켓 발사시 장군이 간단하게 발사를 포기한 것에 대단히 화를 내서 쇼와 62년 3월의 키네마 쥰포(キネマ旬報)에서 야마가 히로유키 감독과 거의 싸움에 가까운 대담을 했다.
배급회사인 도호도와(東宝東和)에 의하면 공개 전 릴리즈된 가제는 《리이쿠니의 날개(リイクニの翼)》였지만 《오네아미스의 날개 왕립우주군(ネアミスの翼 王立宇宙軍)》을 거쳐 극장 공개 당시의 타이틀은 《왕립우주군 오네아미스의 날개》가 되었다. 2007년의 정식 타이틀은 《왕립우주군》.
기획당초의 타이틀은 왕립우주군이었지만 스폰서의 의향으로 오네아미스의 날개가 메인 타이틀로서 추가 되었다. 이 첨부는 제작 쪽으로부터 불평이 있었기 때문에, 후의 LD 메모리얼 박스에는 타이틀로부터 오네아미스의 날개가 사라졌고 그 이후는 왕립우주군이 메인 타이틀이 되었다.
아사히 소노라마(朝日ソノラマ) 문고에서 오네아미스의 날개-왕립우주군 I.II(1986`1987)가 발매되어있다. 내용의 대부분은 영화와 같지만 영화에서는 그려지지 않은 많은 에피소드가 추가되어 있다. 필자는 이이노 후미히코(飯野文彦).
라이브도어 사 사장 호리에 다카후미(堀江貴文)는 본 작의 팬으로 잡지 인터뷰에서 ‘파트 2를 만들어 달라!’라고 표명한 적이 있다. 또 그 이전인 1992년 경에도 속편 《푸른 우르》(蒼きウル)가 야마가감독 자신에 의해 구상되었지만 기획은 제 사정에 의해 동결되었고 실현되지 못했다.

## 참고 문헌
- Akai, Takami; Yamaga, Hiroyuki (2000). 《Royal Space Force: The Wings of Honnêamise (Director's Commentary)》 (DVD). 시카고: Manga Entertainment. ASIN B00000JKVI.
- Clements, Jonathan (2013). 《Anime: A History》. 런던: 팰그레이브 맥밀런. ISBN 978-1-84457-390-5.
- Daitoku, Tetsuo, 편집. (July 1987c). “Oneamisu no Tsubasa Ōritsu Uchūgun Main Staff Zadankai [The Wings of Honneamise: Royal Space Force—Main Staff Roundtable Discussion]”. 《月刊OUT》 (도쿄도: Minori Shobo).
- Hikawa, Ryusuke (2007b) [First published in Japan in 1998 within the Royal Space Force—The Wings of Honnêamise Special Booklet]. 〈Art of Special Effects in Royal Space Force—The Wings of Honnêamise〉. 《Royal Space Force: The Wings of Honneamise (liner notes)》 (Blu-ray/DVD). 토런스: 반다이 비주얼. ASIN B001EX9YSQ.
- Horn, Carl Gustav (March 1996b) [interview conducted in 1995 at Otakon]. “The Conscience of the Otaking: The Studio Gainax Saga in Four Parts, Part 2”. 《Animerica》. 4권 3호 (샌프란시스코: 비즈 미디어).
- Hotta, Junji (2005) [interview conducted in February 2004]. 《ガイナックス・インタビューズ》. 도쿄도: 고단샤. ISBN 4-06-364643-2.
- Kanda, Yasunori (1983). “OASYS MATE カタログ OASYS100用 6ページもの(1983年)”. Tokyo: 후지쯔. 2016년 4월 5일에 원본 문서에서 보존된 문서. 2021년 6월 1일에 확인함.
- Matsushita, Kazumi, 편집. (1987). 《Ōritsu Uchūgun Seisaku Kirokushū [Royal Space Force Production Archives]》. 도쿄도: Movic. ISBN 978-4943966074.
- Naito, Keiji; Saito, Chikashi, 편집. (2006) [First released in Japan by Bandai Visual Co., Ltd. and Tohokushinsha Film Corporation in 2004]. 《Patlabor The Movie Limited Collector's Edition (Patlabor the Movie Archives)》 (미디어 설명). 토런스: 반다이 비주얼. ASIN B000E5LF0K.
- Napton, Robert; Park, Byunghun; Riddick, David (Fall 1990). “Macross: Shoji Kawamori and Haruhiko Mikimoto Talk About Their Superdimensional Era”. 《Animag》. 11호 (오클랜드: Pacific Rim Publishing).
- Ogata, Hideo, 편집. (February 1987a). “'87-nen 3-tsuki Tōhō yōga-kei kōkai Oneamisu no tsubasa ─ Ōritsu Uchūgun ─ Kono sakuhin kara tadayou "isekai no kaori" [The March 1987 Toho Foreign Film Branch Release The Wings of Honnêamise: Royal Space Force Has "The Fragrance of Another World"”. 《아니메주》 (도쿄도: 도쿠마 쇼텐).
- Okada, Toshio (2010). 《遺言》. 도쿄도: 筑摩書房. ISBN 978-4-480-86405-5.
- Studio Ash, 편집. (1987). 《This is Animation The Select 12: Oneamisu no Tsubasa: Ōritsu Uchūgun》. 도쿄도: 쇼가쿠칸. ISBN 4-09-101515-8.
- Studio Hard, 편집. (1987). 《オネアミスの翼: 王立宇宙軍コンプリーテッドファイル》. 도쿄도: 반다이. ISBN 4-89189-377-X.
- Takeda, Mikio, 편집. (November 1990). “Oneamisu no Tsubasa de wa nai Ōritsu Uchūgun—Watanabe Shigeru purodeyūsā no kodawari LD [Royal Space Force, not The Wings of Honneamise—Producer Shigeru Watanabe's Committed-to-perfection LD]”. 《아니메주》 (도쿄도: 도쿠마 쇼텐). 39쪽.
- Takeda, Yasuhiro (2005) [First published in Japan by Wani Books in 2002]. 《The Notenki Memoirs: Studio Gainax and the Men Who Created Evangelion》. 휴스턴: ADV Manga. ISBN 1-4139-0234-0.
- Watanabe, Shigeru, 편집. (1990). 《Ōritsu Uchūgun Oneamisu no Tsubasa Memorial Box (A Wing of Honnëamise Royal Space Force Data File [liner notes])》 (LaserDisc). 도쿄도: 반다이 비주얼.
- Yamaga, Hiroyuki; Miyazaki, Hayao (1987). “Yamaga Hiroyuki vs Miyazaki Hayao: Genjitsu kara hamidashita bubun de nani ga atarashii mono ga mieru toki [Hiroyuki Yamaga vs. Hayao Miyazaki: Discovering Something New When You Step Out of Reality]”. 《키네마 준보》. 956호 (도쿄도: Kinema Junpo Sha Co., Ltd.).
- Yamaga, Hiroyuki (2007). 〈I Started from Utterly Breaking the 'Concept of Anime' That Was Within the Staff's Heads.〉. 《Royal Space Force: The Wings of Honnêamise (liner notes)》 (Blu-ray/DVD liner notes). 토런스: 반다이 비주얼. ASIN B001EX9YSQ.